# Ron Hansen
Ron Hansen, właśc. Ronald Thomas Hansen (ur. 8 grudnia 1947 w Omaha) – amerykański pisarz i eseista, autor literackich westernów, diakon.

## Biografia
Pochodzi z katolickiej rodziny z Omahy. Uczęszczał do szkół prowadzonych przez jezuitów. Otrzymał bakalaureat jezuickiego Creighton University w Omaha w 1970. W 1974 uzyskał Master of Fine Arts na University of Iowa, studiował także literaturę na Stanford University (Wallace Stegner Creative Writing Fellowship). Ukończył także studia z duchowości na Santa Clara University w Kalifornii, gdzie obecnie wykłada. Hansen jest mężem amerykańskiej pisarki Bo Caldwell. W 2007 przyjął święcenia diakonatu. Uhonorowany nagrodą Amerykańskiej Akademii Sztuki i Literatury.
W 2000 nakręcono film Zaginiony przedmiot (org. Missing Pieces) z Jamesem Coburnem, którego fabuła oparta została na powieści Hansena z 1996 pt. Atticus. W 2007 Andrew Dominik wyreżyserował western z Bradem Pittem i Caseyem Affleckiem Zabójstwo Jesse’ego Jamesa przez tchórzliwego Roberta Forda (org. The Assassination of Jesse James by the Coward Robert Ford) na podstawie powieści Hansena z 1983 pod tym samym tytułem.
W Polsce ukazały się dwie powieści Hansena: Atticus w 1999, w przekładzie Roberta Stillera oraz Mariette w ekstazie w 2000, w przekładzie Eweliny Jagły.